# Ocosingo (municipi)
Ocosingo és un municipi de l'estat de Chiapas. Ococingo és el cap de municipi i principal centre de població d'aquesta municipalitat. Aquest municipi és a la part sud de l'estat de Chiapas. Limita al nord amb el municipi de Palenque, al sud amb Marqués de Comillas, a l'oest amb l'Monte Bello i a l'est amb Guatemala.